# Bangkok Hilton
Bangkok Hilton ist eine australische Miniserie von Ken Cameron aus dem Jahr 1989. Mit der Hauptrolle wurde Nicole Kidman bekannt. Ihr Filmvater wurde von dem damals bereits schwer kranken Denholm Elliott gespielt, für den es eine seiner letzten Rollen war. Die kanadischstämmige Hollywoodschauspielerin Deborah Kara Unger gab als Zellengenossin Astra ihr Debüt als Schauspielerin.

## Handlung
Die zwanzigjährige Australierin Katrina Stanton, die von ihrer Mutter Catherine Faulkner und ihrer Großmutter erzogen wurde, und geglaubt hat, dass ihr Vater vor Jahren gestorben war, erfährt nach dem Tod der Mutter, dass es nicht so war. Sie will ihren Vater Hal Stanton kennenlernen, und da die einzige Spur, die sie hat – sein jüngerer Bruder James – nach London führt, entscheidet sie sich, dorthin zu fliegen.
Von ihrem Onkel in London erfährt sie, dass ihr Vater Beziehungen zu Thailand hat und dass er dort von seinem Rechtsanwalt Richard Carlisle vertreten wird. Beim Kauf des Rückflugtickets lernt sie den gutaussehenden amerikanischen Fotoreporter Arkie Ragan kennen, der ihr seine Hilfe beim Vatersuchen anbietet. Sie freunden sich an und bald schenkt Arkie Katrina eine professionelle Kamera mit Zusatzobjektiven und einer Reportertasche. Er überredet sie auch, zunächst nach Goa in Indien zu fliegen, um dort einen Kurzurlaub zu machen. In Goa werden die beiden Geliebte. Arkie besorgt sich dort aber Heroin und versteckt es in einem Geheimfach in Katrinas Fototasche. Da es von Goa gerade keine Plätze auf den Direktflügen nach Australien mehr gibt, will sie über Bangkok fliegen. Arkie ist zunächst damit nicht einverstanden. In Bangkok wenden sie sich an den Rechtsanwalt Carlisle, der daraufhin Hal Stanton informiert, dass seine Tochter ihn sucht.
Während der Abflugkontrolle findet ein Diensthund die Drogen in Katrinas Tasche. Während sie verhaftet wird, tut Arkie so, als ob er sie nicht kennen würde und fliegt nach Australien ab. Sie wird im Bangkwang-Gefängnis eingesperrt, das zynisch „Bangkok Hilton“ genannt wird. Ihr Vater versucht, sie mit Hilfe des mit ihm befreundeten Anwalts Carlisle frei zu bekommen. Ihr droht die Todesstrafe. Arkie Ragan, in Wirklichkeit ein gewerblicher Drogenschmuggler, ist spurlos verschwunden, so dass das Gericht der Australierin keinen Glauben schenkt. Der Vater versucht vorerst erfolglos, den Drogenhändler ausfindig zu machen, indem er seine Reiseroute nachvollzieht und zwecks Recherche sogar nach London reist. In Goa verfehlt er ihn nur um Haaresbreite.
Im Gefängnis freundet sich Katrina Stanton mit der wegen Drogenhandels zum Tod verurteilten Mandy Engels an. Durch ihre Hilfe weiß sie bald, welche Vergünstigungen durch Bestechung erreichbar sind. Mandys geistig behinderter Bruder Billy sitzt in der Männerabteilung des Gefängnisses, weshalb sie auch weiß, wie man in die Männerabteilung kommen kann.
Mandy und Billy werden bald darauf hingerichtet. Katrina wird ebenfalls zum Tode verurteilt. Aber der Anwalt und seine Mandantin geben nicht auf, obwohl es keine rechtliche Möglichkeit mehr gibt, Katarina frei zu bekommen. Der Vater gibt gegenüber dem Anwalt zu, dass er vor Kriegsende 1945 selbst in dem Gefängnis als Kriegsgefangener eingesperrt war und einen Ausbruchsversuch verraten hatte, da die Japaner für jeden Entflohenen zwei Gefangene hingerichtet hätten. Nun kann er mit diesem Wissen seiner Tochter helfen: während sie auf den Ausbruch vorbereitet wird, organisieren Carlisle und Stanton einen falschen Pass und die Kleidung. Nachdem sie zur vereinbarten Zeit durch die Männerabteilung aus dem Gefängnis ausgebrochen ist, wird sie von ihnen zum Flughafen gebracht und kann nach Australien ausfliegen.
Nachdem sich Vater und Tochter in einem Hotel in Goa auf die Lauer gelegt haben, gelingt es zu guter Letzt auch, den Drogenhändler der Polizei zu übergeben.

## Hintergrund
Tatsächlich gab es schon 1977 einen ähnlichen Fall, dessen Echo in der englischen Presse mit zur Entstehung des Films beigetragen haben mag: den von Rita Nightingale, die ebenfalls in Thailand im Gefängnis saß, weil ihr ein Freund Rauschgift untergeschoben hatte. Allerdings kam Rita Nightingale durch eine Begnadigung frei, was damals aber sehr ungewöhnlich war. Mittlerweile hat sich mit dem Fall Schapelle Corby ein vergleichbarer Sachverhalt tatsächlich zugetragen.

## Rezeption
„Ein sehr starker Film, mit den besten Zutaten: Liebe, Lüge, Mißverständnisse, Glamour und atemberaubende Drehorte“

Nicole Kidman wurde im Jahr 1989 für den Australian Film Institute Award nominiert.